# Le Loroux-Bottereau
Le Loroux-Bottereau – miejscowość i gmina we Francji, w regionie Kraj Loary, w departamencie Loara Atlantycka.
Według danych na rok 2010 gminę zamieszkiwały 7052 osoby, a gęstość zaludnienia wynosiła 155 osób/km².